# Une fille de l'aurore
Une fille de l'aurore (titre original : A Daughter of the Aurora) est une nouvelle américaine de Jack London publiée aux États-Unis en 1899.

## Historique
La nouvelle est publiée initialement dans le San Francisco Wave en décembre 1899, avant d'être reprise dans le recueil Le Dieu de ses pères en mai 1901.

## Éditions

### Éditions en anglais
- A Daughter of the Aurora, dans le San Francisco Wave, décembre 1899.
- A Daughter of the Aurora, dans le recueil The God of his Fathers & Other Stories, New York ,McClure, Phillips & Co., 1901

### Traductions en français
- Une fille de l'aurore, traduit par Louis Postif, in Les Annales, mars 1925.
- Une fille de l'aurore, traduit par François Specq, Gallimard, 2016[1].

## Sources
- « Bibliographie de Jack London », sur jack-london.fr (consulté le 2 juin 2024)